# Смирнов, Владимир Михайлович (партийный деятель)
Владимир Михайлович Смирнов (7 ноября 1927, город Каменец-Подольский, теперь Хмельницкой области — 1 апреля 1986, город Каменец-Подольский) — первый секретарь Каменец-Подольского райкома Коммунистической партии Украины (1970—1986). Депутат Верховного Совета УССР 9-10-го созывов. Кандидат экономических наук.

## Биография
Родился в семье служащего. В 1944—1947 годах служил в рядах Советской Армии.
Окончил Каменец-Подольскую торгово-кооперативную школу, работал в системе потребительской кооперации. С 1948 года — старший инструктор Деражнянского райпотребсоюза, старший инструктор-ревизор, главный бухгалтер, председатель правления Смотрицкого райпотребсоюза Каменец-Подольской области.
Член КПСС с 1952 года.
В 1955—1958 годах работал секретарем Смотрицкого районного исполнительного комитета, председателем районного плановой комиссии, заместителем председателя исполнительного комитета Смотрицкого районного совета депутатов трудящихся Хмельницкой области. В 1958—1963 годах — председатель районного плановой комиссии, заместитель председателя исполнительного комитета Каменец-Подольского районного совета депутатов трудящихся Хмельницкой области.
Образование высшее. В 1959 году заочно окончил Киевский финансово-экономический институт, в 1969 году окончил Киевский институт экономики и организации сельского хозяйства.
С 1963 года на партийной работе. В 1963—1965 годах — заместитель секретаря партийного комитета Каменец-Подольского районного производственного колхозно-совхозного управления Хмельницкой области.
В 1965—1970 годах — 2-й секретарь, в 1970—1986 годах — 1-й секретарь Каменец-Подольского районного комитета КПУ Хмельницкой области.
Избирался делегатом 24-го, 25-го, 27-го съездов КПСС.

## Награды
- орден Октябрьской Революции (.12.1973)
- орден Отечественной войны 2-й степени
- два ордена Трудового Красного Знамени
- орден «Знак Почёта»
- медали